# Безгачево (Большесельский район)
Безгачево — деревня в Благовещенском сельском поселении Большесельского района Ярославской области.
Деревня Безгачева указана на плане Генерального межевания Рыбинского уезда 1792 года.

## Население
По данным статистического сборника «Сельские населенные пункты Ярославской области на 1 января 2007 года», в деревне Безгачево не числится постоянных жителей.

## География
Деревня расположена в северной части района. Она стоит на возвышенности на удалении около 1 км от правого берега реки Языковка, правого притока Черёмухи. На расстоянии около 1 км к северу от Безгачево стоит деревня Абашево, а на расстояниик 1,5 км к югу на северном берегу Черёмухи стоит село Рождество.